# Erdődy Nepomuk János
Gróf Erdődy Nepomuk János (1723. május 22. – Pozsony, 1789. április 15.) Varasd vármegye főispánja.

## Élete
1772-től az udvari kamara elnöke. A magyarországi operajátszás mecénása.
A közügyektől visszavonulva pozsonyi palotájában 1785-től kezdve német operatársulatot tartott, amely hetenként kétszer meghívott közönség előtt játszott. A társulat igazgatója Kumpf Hubert, karmestere Chudy József volt. A társulat 7 férfi és 4 nőtagból állott és olasz operák mellett Gluck, Haydn és Mozart műveit is játszotta. Mozart Szöktetés a szerájból című műve itt került először bemutatásra Magyarországon. Halála után a társulat megszűnt.